# Keith Szarabajka
Keith Szarabajka est un acteur américain d'origine polonaise né le 2 décembre 1952 à Oak Park (Illinois).

## Biographie
Keith Szarabajka est connu pour avoir tenu le rôle de Mickey dans la série Equalizer. Il a tenu de nombreux seconds rôles, comme dans le film Simon en 1980 en interprétant le rôle de Josh. Il a joué dans de nombreuses séries et téléfilms.
Il est également connu pour ses rôles dans de nombreux jeux vidéo et œuvres d'animation.

## Filmographie

### Cinéma
- 1980 : Simon : Josh
- 1982 : Missing : David Holloway
- 1983 : The Face of Rage : Bill
- 1983 : Doonesbury: A Broadway Musical : Brian 'BD' Dowling
- 1984 : Protocol de Herbert Ross : Crowe
- 1985 : Warning Sign : Tippett
- 1985 : Marie : Kevin McCormack
- 1986 : Adam's Apple : Garth Russell
- 1986 : Billy Galvin : Donny
- 1987 : The Misfit Brigade (en) : Old man
- 1987 : Walker d'Alex Cox : Timothy Crocker
- 1988 : Memories of Manon : Mickey Kostmayer
- 1989 : Staying Together : Kevin Burley
- 1989 : Cross of Fire
- 1991 : Unnatural Pursuits : Digby Mason
- 1991 : Hyde in Hollywood : Hollywood Confidential
- 1992 : Under Cover of Darkness de Walter Pitt : Clayton Dooley
- 1993 : Victim of Love: The Shannon Mohr Story :
- 1993 : A Perfect World : Terry Pugh
- 1994 : Siringo : Harvey Bates
- 1994 : One Woman's Courage : Wallace Bremer
- 1994 : André, mon meilleur copain : Billy Baker
- 1996 : The Colony
- 1999 : Les Aventures du jeune Indiana Jones (Masks of Evil) : Colonel Waters
- 2001 : A Mother's Testimony : Warren Stubbs
- 2001 : Taking Back Our Town
- 2002 : Nous étions soldats (We Were Soldiers) : l'agent diplomatique
- 2004 : Helter Skelter
- 2008 : The Dark Knight : Le Chevalier noir : l'inspecteur Stephens
- 2011 : Transformers 3 : La Face cachée de la Lune : Laserbeak (voix)
- 2012 : Argo : Adam Engell
- 2021 : Invasion (Encounter) de Michael Pearce

### Séries télévisées
- 1984 : Deux Flics à Miami (Glades) : Joey Bramlette
- 1985-1989 : Equalizer : Mickey Kostmayer
- 1986 : ABC Afterschool Specials (Wanted: The Perfect Guy) : Peter Desmond
- 1989 : Nightlife : Dr. David Zuckerman
- 1991 : Contretemps (Golden Years) : Harlan Williams
- 1992 : New York, police judiciaire (Consultation) : Harry Sibelius
- 1994 : Au cœur de l'enquête (Child Molester: Part 2) : Wayne McCabe
- 1994 : Babylon 5 (Soul Mates) : Matthew Stoner
- 1996 : Profit: Charles Henry « Chaz » Gracen, PDG de Gracen & Gracen et fils du fondateur de la société
- 1996 : Walker, Texas Ranger (Redemption) : Hendricks
- 1996 : Demain à la une (After Midnight) : Paul
- 1996 : Burning Zone : Menace imminente (The Burning Zone) (Lethal Injection) : Gordon Kinnock
- 1997 : Jeux d'espions (Lorne and Max Drop the Ball, With Friends Like These et Why Spy?) : Shank
- 2000 : X-Files : Aux frontières du réel (épisode Via negativa) : Anthony Tipet
- 2001 : Angel, saison 3 : Daniel Holtz
- 2005 : 24 Heures chrono (saison 4, 2 épisodes) : Robert Morrison
- 2008 : Prison Break (saison 4, épisode 10) : David Baker
- 2009 : Les Experts (saison 9, épisode 12) : Randy
- 2009-2010 : Cold Case : Affaires classées (4 épisodes) : Patrick Doherty
- 2010-2011 : Sons of Anarchy (3 épisodes) : Viktor Putlova
- 2012-2013 : Elementary (saison 1 ,épisode 7) : Wade Crews
- 2015 : Castle (saison 7, épisode 7) : James Grady
- 2016 : Supernatural (Saison 11,13,14) : Donatello Redfield
- 2016 :  Pretty Little Liars (Saison 7 épisode 8) : Dr Cochran

## Ludographie
- 2005 : Ultimate Spider-Man: Wolverine
- 2005 : Xenosaga Episode II: Jenseits von Gut und Böse : Dmitri Yuriev
- 2006 : Xenosaga Episode III: Also sprach Zarathustra : Dmitri Yuriev
- 2008 : Spider-Man : Le Règne des ombres: Venom
- 2010 : Mass Effect 2 : L'augure (Harbinger)
- 2010 : Transformers : La Guerre pour Cybertron : Ironhide
- 2011 : Fallout: New Vegas (Honest Hearts) : Joshua Graham
- 2011 : L.A. Noire : Herschel Biggs
- 2012 : Mass Effect 3 : L'augure (Harbinger)
- 2012 : Halo 4 : Le Didacte
- 2012 : Transformers : La Chute de Cybertron : Ironhide / voix additionnelles
- 2014 : Transformers: Rise of the Dark Spark : Ironhide